# Digital Command Control

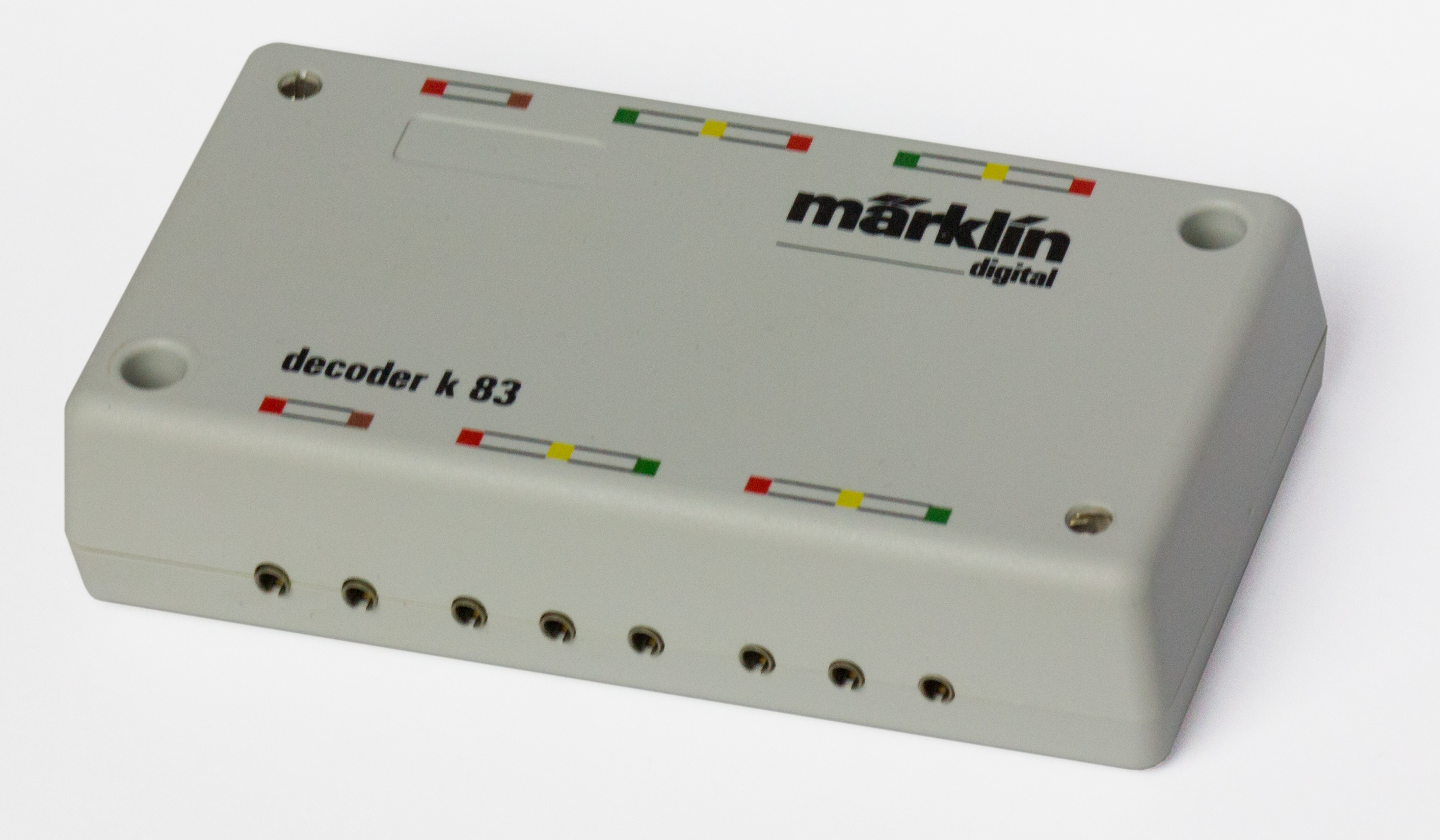
Dekoder sterowniczy

Digital Command Control – standard cyfrowego sterowania modelami kolejowymi, opracowany przez National Model Railroading Association.
Zamiast zwykłego transformatora do sterowania lokomotywami służy sterownik. Wewnątrz lokomotywy jest układ elektroniczny, który na podstawie przesyłanych poleceń wykonuje odpowiednią czynność. Każda lokomotywa posiada własny numer i akceptuje tylko ten adres polecenia, ignorując polecenia wysłane do innych modeli. Potrzebny jest także sterownik, który w połączeniu z zasilaczem napięcia przemiennego poprzez dodatkowy moduł, zamienia wprowadzone przez operatora instrukcje na zakodowane sygnały i wysyła je do lokomotywy. Najnowsze systemy DCC, zgodne ze specyfikacją NMRA, pozwalają na dostawienie jednej tradycyjnej lokomotywki na tor obsługiwany przez system DCC. Dzięki takiemu rozwiązaniu, możliwe jest sterowanie różnymi pociągami na tym samym torze i w tym samym czasie, z różnymi prędkościami i to bez dzielenia makiety na sekcje. Podczas sterowania makietą z komputera, a nie ręcznym manipulatorem, możliwe jest panowanie nad wieloma składami równocześnie oraz układanie tras przejazdu z automatycznym przestawianiem rozjazdów i odpowiednim sygnalizowaniem na semaforach.